# Bathyasychis cristatus
Bathyasychis cristatus är en ringmaskart som beskrevs av Detinova 1982. Bathyasychis cristatus ingår i släktet Bathyasychis och familjen Maldanidae. Inga underarter finns listade i Catalogue of Life.